# Filmová komedie

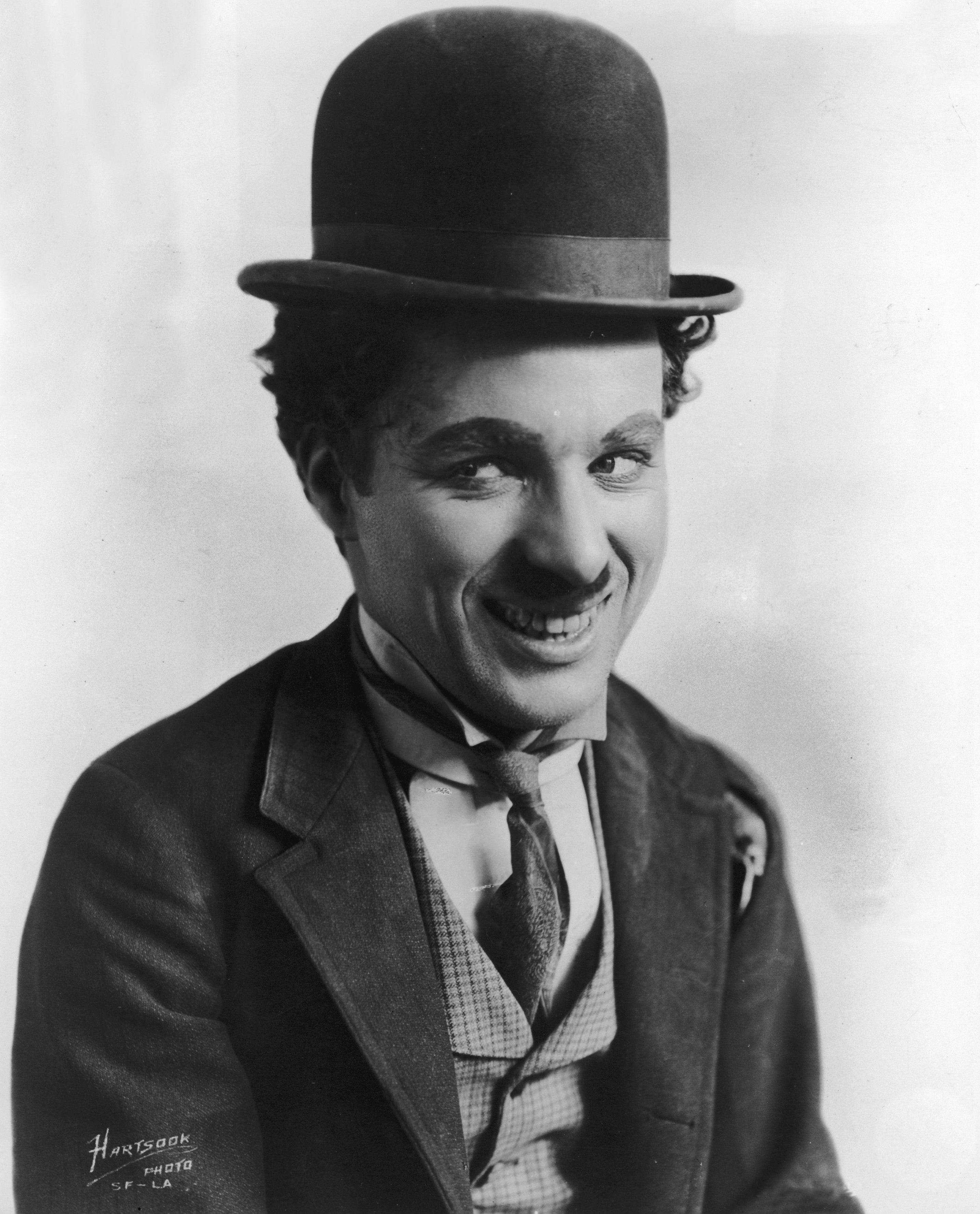
Charlie Chaplin v komediální filmové roli tuláka

Filmová komedie, nebo též komediální film, je jeden z filmových žánrů. Obsahem komediálního filmu jsou prvky humoru – žánr chce docílit divákova humorného nadhledu nad lidskými slabostmi a jejich nedostatečnostmi, které hlavní postava či postavy vždy vyřeší a děj filmu dopadá dobře. Opakem je tragédie. Příkladem komediálního filmu může být trilogie Moderní doba (1942), Deník Bridget Jonesové (2001), Fotr je lotr (2000) nebo Taxi (1998). Mezi nejznámější režiséry tohoto žánru patří: Charlie Chaplin, John Landis, Mel Brooks či Buster Keaton.
Rozlišuje se několik typů filmových komedií: 
- groteska: založena na nadsázce, gagu, bláznivé a někdy až absurdní komice. Postavy mají výrazné, zjednodušené charaktery, dostávají se do nepravděpodobných, bláznivých situací, z nichž vyváznou neočekávaným způsobem. Oblíbená hlavně v počátcích filmového žánru (Charlie Chaplin, Laurel a Hardy, v českém prostředí Vlasta Burian), s groteskou příbuzná je crazy komedie, např. Eva tropí hlouposti, Saturnin.
- fraška: využívá směšně přehnané až karikované postavy, jejich interakce, vzájemná nedorozumění, často i hrubší až vulgární humor, oproti grotesce je však realističtější, např. Slunce, seno, jahody a jeho pokračování, Kameňák, Babovřesky
- intelektuální komedie – využívá intelektuální, konverzační humor, např. My Fair Lady, Jára Cimrman ležící, spící, seriál Teorie velkého třesku
- černá komedie –využívá prvky černého humoru, dotýká se témat smrti, války, strachu, může využívat i prvků hororu. Např. Pane, vy jste vdova!, Rodina Addamsova
- krimikomedie – využívá prvků detektivky se zdůrazněním humoru, např. Policajt nebo rošťák, 21 Jump Street
- romantická komedie – kombinuje humor a romantiku, obvykle s tématem lásky, např. Deník Bridget Jonesové, Pretty Woman
- pohádková komedie: filmová pohádka se zvýrazněnými komickými a humornými prvky, např. Šíleně smutná princezna, Shrek
- situační komedie – má vtipnou dějovou zápletku, obvykle se odehrává v obyčejném prostředí (domov, pracoviště) a má malý počet postav, které se příliš nevyvíjejí. Častěji ve formě seriálů, např. Přátelé, Krok za krokem, Kutil Tim, Simpsonovi, Světáci.
- parodie – satirické přetvoření již existujícího námětu či žánru do komické podoby, např. Limonádový Joe, Adéla ještě nevečeřela, Mazaný Filip, Wild Wild West
- hořká komedie – kombinuje prvky komedie a tragédie či filmového dramatu, dotýká se vážných témat jako je smrt, nemoc, válka, např. Život je krásný, Pelíšky, Pupendo